# Euphorbia lividiflora
Euphorbia lividiflora là một loài thực vật thuộc họ Euphorbiaceae. Loài này có ở Malawi, Mozambique, Tanzania, và Zimbabwe. Chúng hiện đang bị đe dọa vì mất môi trường sống.

## Hình ảnh

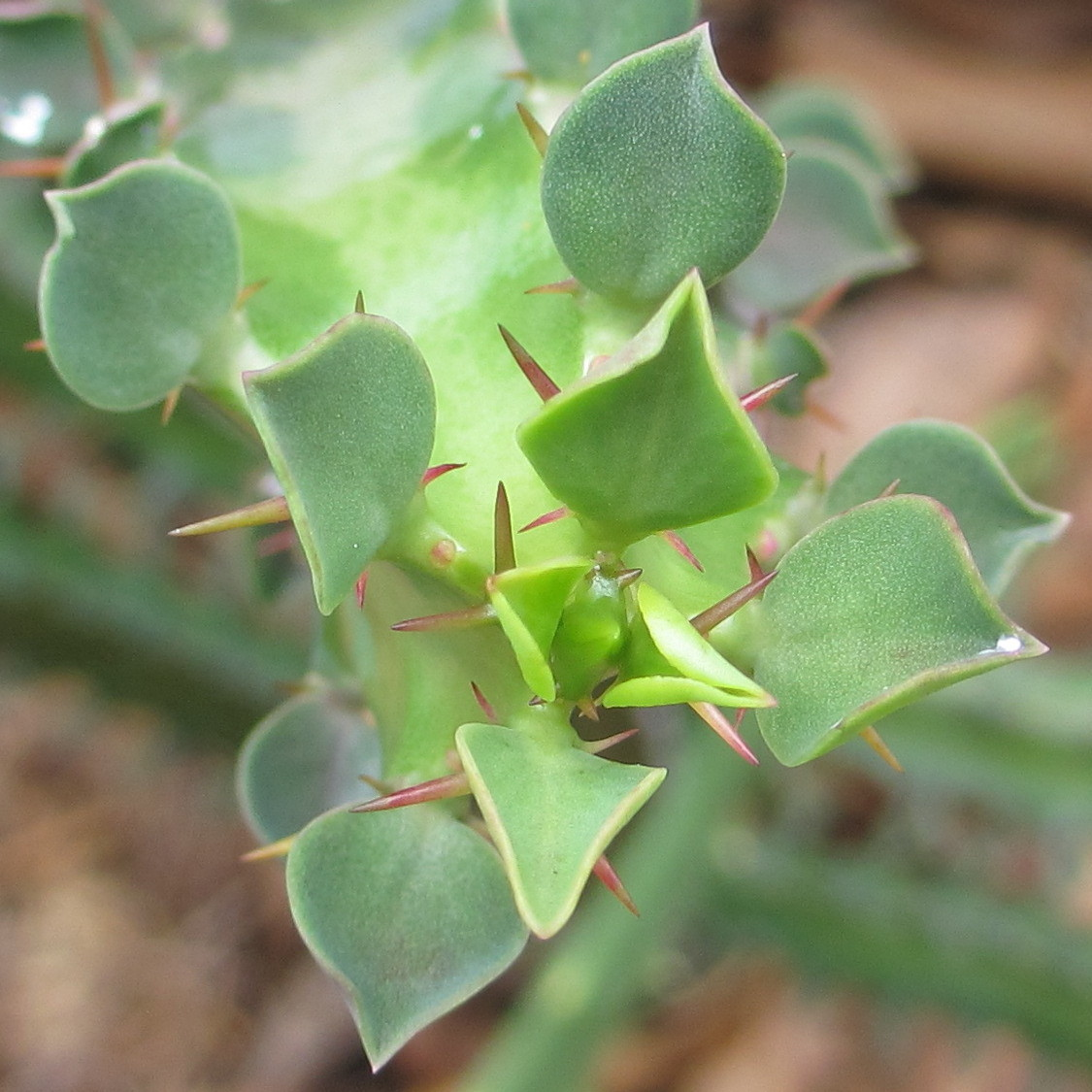
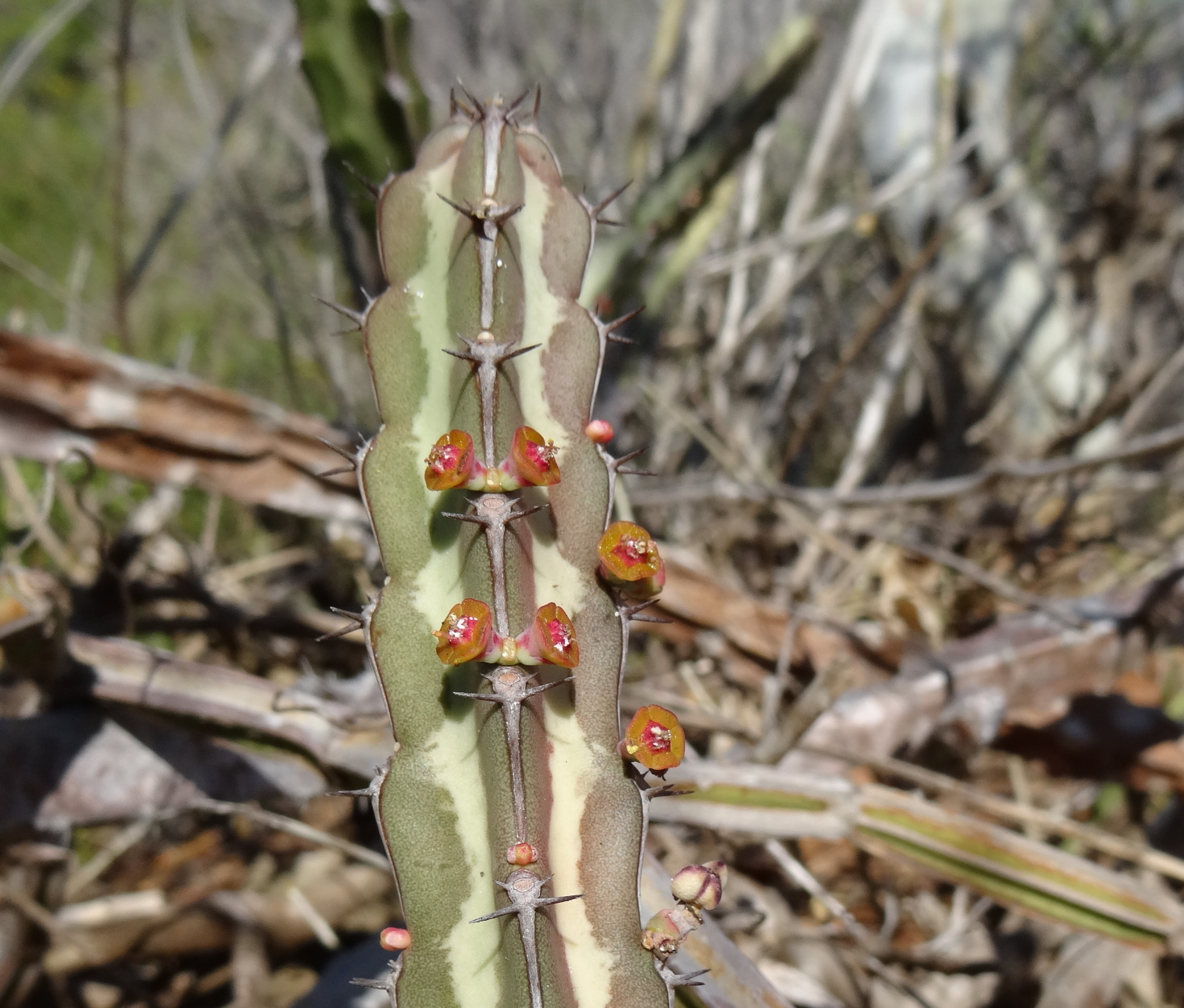